# Ілюха Олександр Юрійович
Ілюха Олександр Юрійович (нар. 25 грудня 1991, Котельва) — краєзнавець, громадський активіст, політик.   

## Біографія
З 1998 р. по 2009 р. навчався в Котелевській ЗОШ № 4. З 2009 р. по 2014 р. здобував освіту на історичному факультеті Полтавського національного педагогічного університету ім. В.Г. Короленка. 
У різний час працював  істориком в кількох бюджетних установах.
Помічник-консультант народного депутата України на громадських засадах (2014). Депутат Котелевської районної ради VII скликання (2015-2020), Котелевської селищної ради VIII скликання (з 2020 р.). Член бюджетної комісії, голова фракції ВО "Свобода"
В 2020 р. як керівник виборчого штабу показав найкращих результат ВО "Свобода" в Полтавській області.
З 2022 р. військовослужбовець 47 бригади ЗСУ. 
Автор кількох книг, зокрема «Котелевщина у часи радянсько-німецької війни (1941-1945)» (2015) , «Історія Великорублівського краю (від початку заселення до 1943)» (2017) та Забуте духовенство, зниклі храми Котелевської волості Охтирського повіту (2020).  Має чисельну кількість друкованих статей у різних виданнях України.
Брав участь у створенні документального фільму «Танковий Удар» (2016).
Лауреат премії Горліс-Горського (2017)